# Jan Stuyt
Johannes (Jan) Stuyt (Purmerend, 21 augustus 1868 – Den Haag, 11 juli 1934) was een Nederlands architect en stedenbouwkundige. Stuyt is een van de meest productieve Nederlandse kerkenbouwers van de 20ste eeuw. Een van zijn meest bekende ontwerpen is dat van de Cenakelkerk in de Heilig Landstichting.

## Leven en werk

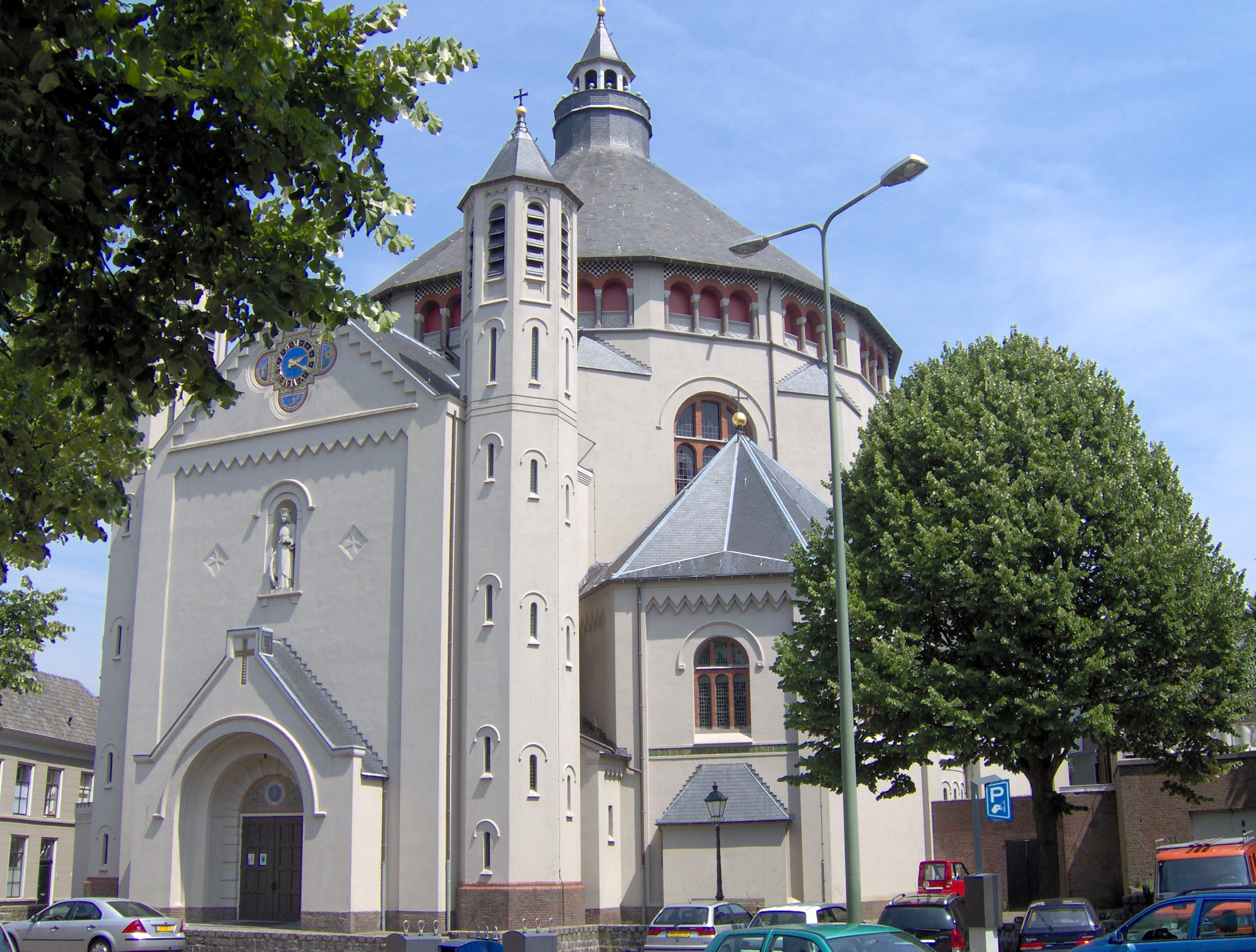
's-Hertogenbosch: Sint-Catharinakerk

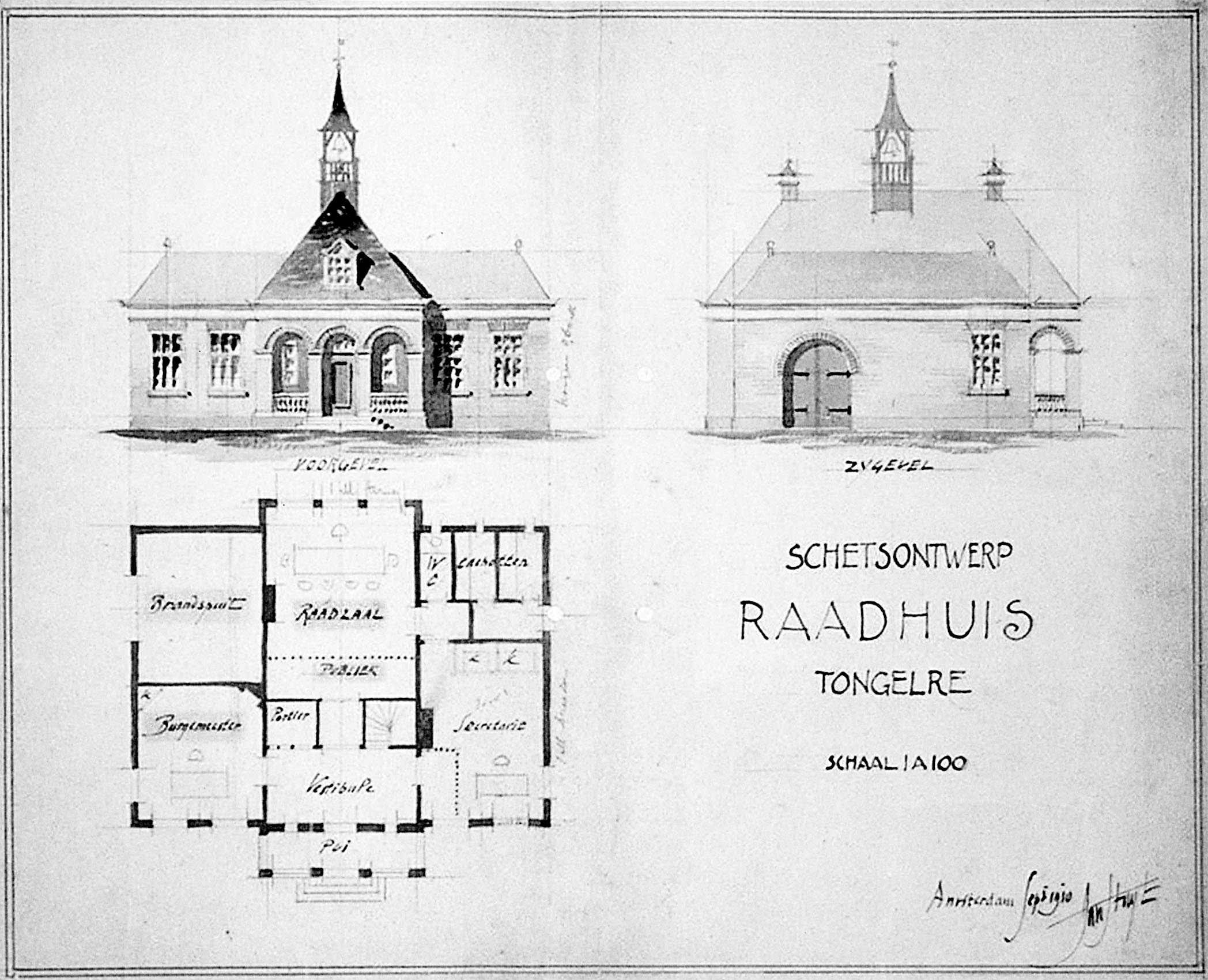
Schetsontwerp raadhuis Tongelre

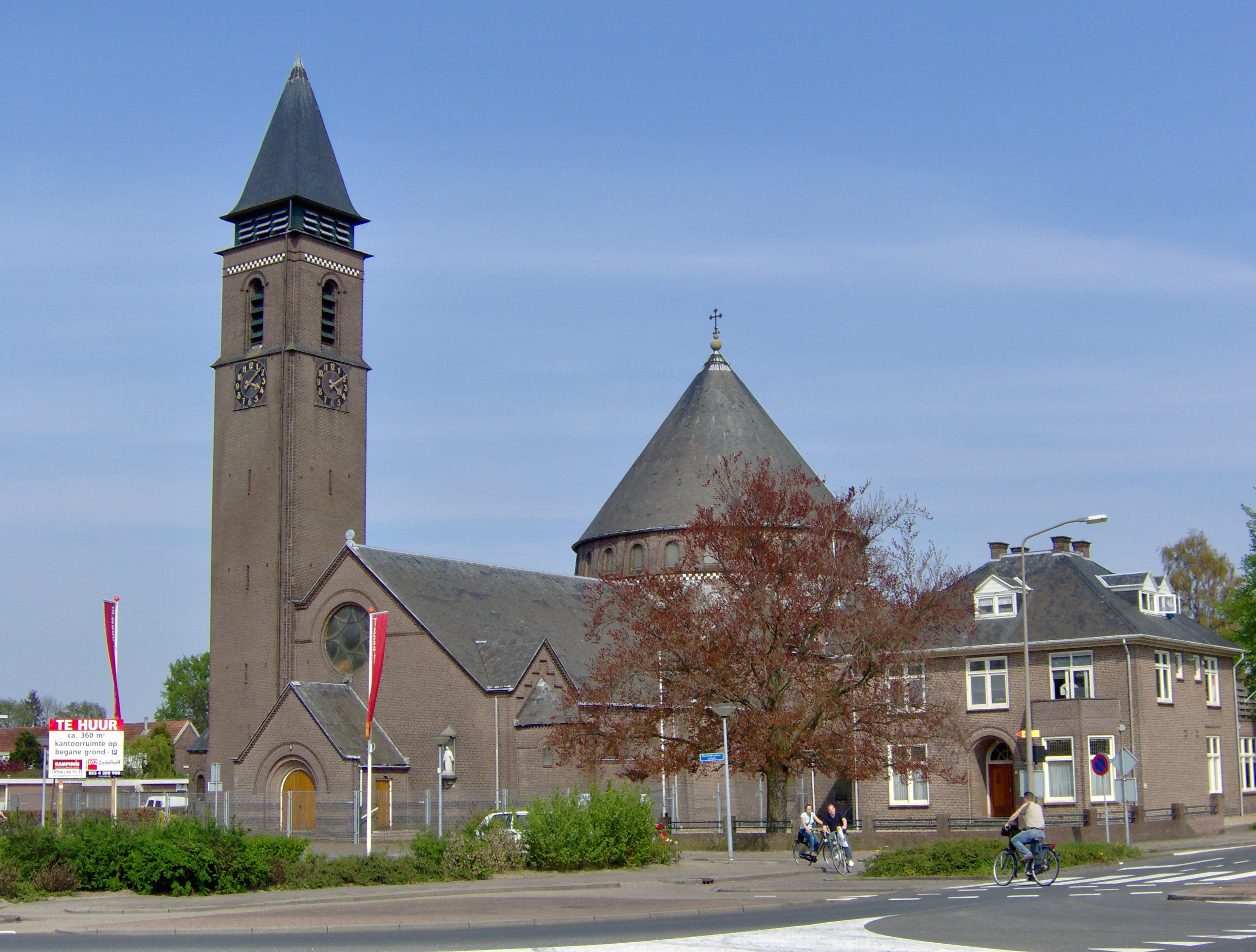
Almelo: Sint-Egbertuskerk

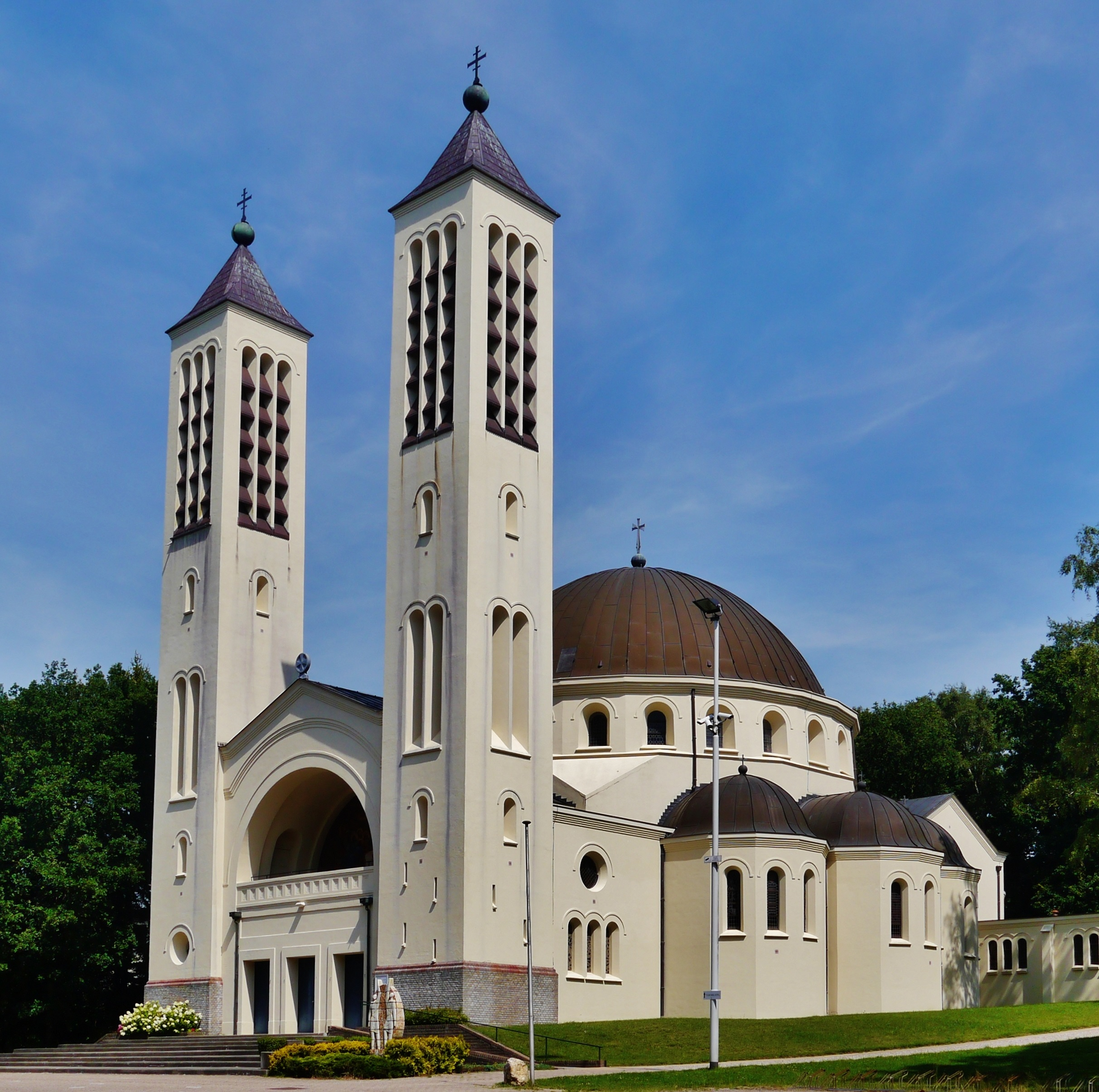
De Cenakelkerk in Heilig Landstichting

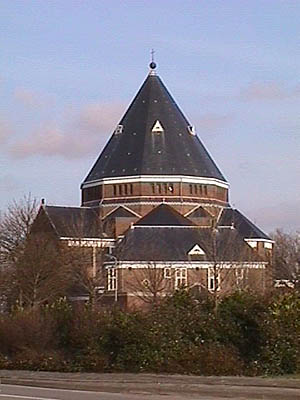
Lisse: H.H. Engelbewaarderskerk

Stuyt werd in 1868 in Purmerend geboren als zoon van landbouwer Cornelis Stuyt en Maria van Beusekom. Hij geldt als een van de belangrijkste Nederlandse kerkenbouwers van de 20e eeuw. Voor de katholieke zuil ontwierp hij bovendien kloosters, ziekenhuizen en schoolgebouwen. In de Limburgse mijnstreek verrezen verschillende woonwijken van zijn hand, zoals de omgeving Tempsplein in Heerlen,  en in de mijnkolonie Beersdal. Van 1909 tot 1917 had Stuyt een kantoor in Amsterdam en vanaf 1909 een filiaal in Heerlen. Daarna woonde hij tot zijn overlijden in Den Haag.

### Begin carrière
Stuyt kreeg in 1882 een stageplaats bij architect H.P. van den Aardweg in Purmerend. Hij werkte vanaf 1883 als leerling op het kantoor van A.C. Bleijs, waar op dat moment de voorbereidingen voor de bouw van de Sint-Nicolaaskerk in Amsterdam in volle gang waren. Bleijs' voorkeur voor de romaanse stijl was van blijvende invloed op Stuyt. In 1891 trad hij als technisch tekenaar in dienst van de firma Cuypers in Amsterdam. Hij won de derde prijs voor het ontwerp "vorstelijk verblijf". Tussen 1895 en 1898 was hij hoofdopzichter bij de bouw van de Sint-Bavokathedraal in Haarlem. In 1898 begon hij als zelfstandig architect. In 1898 ontwierp hij een kerkgebouw voor de Poolse stad Łódź, dat echter niet werd geaccepteerd. Het jaar daarna volgde het ontwerp voor de Sacramentskerk in de Deense hoofdstad Kopenhagen, dat wel werd geaccepteerd, al liet de bouw van de kerk nog tot 1915 op zich wachten. Zijn eerste uitgevoerde ontwerp voor een kerk, de Sint-Pancratiuskerk, bouwde Stuyt in 1899-1900 in Sloten NH. Vóór zijn kerken bouwde hij meerdere villa’s en herenhuizen, waarvan de eerste voor zijn zus en zwager in Groenlo.

### Samenwerking met Jos Cuypers
Na dit eerste succes ging Stuyt in 1899 een partnerschap aan met Jos Cuypers, met wie hij tot 1909 zou samenwerken. Bouwwerken waarvan hij de architect was werden gebouwd in 's-Hertogenbosch, Utrecht, Amsterdam, Velsen-Noord (Sint-Josephkerk), Egmond-Binnen (abdij van Egmond) en Groenlo (Nieuwe Calixtuskerk). Stuyt was lid van De Violier en van Architectura et Amicitia en maakte reizen naar Duitsland (Beuron), Italië, Palestina en de Verenigde Staten. Gedurende deze periode zouden beide architecten steeds meer loskomen van de heersende neogotiek. Het is onduidelijk in hoeverre zij echt samenwerkten, aangezien er vaak duidelijke verschillen in bouwstijl bestaan. Stuyt oriënteerde zich op de neoromaanse stijl en ontwikkelde bovendien een grote interesse in de centraalbouw. Beide interesses waren in belangrijke mate het gevolg van de eerste Nederlandse bedevaart naar Palestina in 1903, waarvan Stuyt een van de deelnemers was en waarbij ook enkele plaatsen in Italië en de Turkse stad Constantinopel (sinds 1920: Istanboel) werden bezocht. Met name de Hagia Sophia in die stad maakte grote indruk op Stuyt. Tijdens zijn reis naar het Heilige Land leerde hij kapelaan Arnold Suys en de kunstenaar Piet Gerrits kennen. Met hen zou hij samenwerken om het project Heilig Landstichting, een Nederlands en Europees devotiepark, tot stand te brengen.
Nog tijdens de samenwerking met Cuypers ontwierp Stuyt een aantal kerken die qua stijl sterk op de romaanse stijl van Noord-Italië waren gericht. Een belangrijk werk uit deze periode is de Sint-Jacobskerk in 's-Hertogenbosch, waarin een neoromaanse stijl gecombineerd wordt met een centraliserende plattegrond.

### Eigen bureau
In 1908 begon Stuyt zijn eigen architectenbureau in Amsterdam. In 1908-1909 werden de Pancratiuskerk met pastorie, zusterhuis en bewaarschool in Castricum gebouwd. In 1909 kwam er een filiaal van bureau Stuyt in Heerlen. Hij bouwde scholen, kerken en villa's, ontwierp een tuinstad in Heerlen en de kapel van Onze Lieve Vrouw ter Nood in Heiloo en in 1911 het raadhuis van Castricum. Van 1911 tot 1931 was hij verantwoordelijk voor de verbouwing van het raadhuis van Alkmaar. In 1912 nam hij deel aan een prijsvraag voor het raadhuis van Rotterdam. In 1913 bouwde hij de Cenakelkerk en in 1915 een landhuis in Maarn. In 1917 werd bureau Stuyt verplaatst naar 's-Gravenhage. In 1919 bouwde hij de Sint-Agneskerk (Amsterdam) en gedurende 1919-1922 het Kleinseminarie Hageveld in Heemstede. In 1933 schreef hij het boek "Bouwkundige compositie".
Na het beëindigen van de samenwerking met Jos Cuypers, ontwierp hij nog vele dorpskerken in dezelfde neoromaanse stijl. Hierbij leek hij gebruik te maken van een beperkt aantal standaardcomponenten, die naar believen gecombineerd konden worden. Hij bouwde dergelijke kerken onder andere in Berkel-Enschot, IJsselmuiden en Weebosch. Zijn voorkeur voor centraalbouw werd toegepast in onder meer de Cenakelkerk in Heilig Landstichting, de Sint-Catharinakerk in ’s-Hertogenbosch, de Gerardus Majellakerk in Amsterdam en de H.H. Engelbewaarderskerk in De Engel bij Lisse.

### Andere werken
Naast kerken ontwierp Stuyt onder andere enkele ziekenhuizen, het Nederlands Instituut te Rome en in de Limburgse mijnstreek een aanzienlijk aantal woonwijken, veelal zogenoemde mijnkolonies die werden gebouwd tijdens de snelle industrialisatie van de regio. Het Rijksbeschermd gezicht Heerlen - Tempsplein e.o. van zijn hand vormde de eerste grote uitbreiding buiten de binnenstad van Heerlen. Een belangrijke mijnkolonie naar zijn ontwerp is Molenberg dat eveneens een Rijksbeschermd stadsgezicht is.
Daarnaast restaureerde hij een aantal gebouwen, waaronder het stadhuis in zijn geboortestad Purmerend. Na zijn dood werd Stuyts kantoor korte tijd voortgezet door zijn zoon Giacomo.

### Persoonlijk leven
In 1908 trouwde hij met de Roemeens-Belgische Jeanne Louise (Loulou) Barozzi. Loulou hield van zang en organiseerde in huize Stuyt in Den Haag geregeld muziekavonden, waar onder andere operazangeres Sara Scuderi te gast was. Uit hun huwelijk kregen zij vier kinderen, waaronder arts en minister Louis Stuyt, architect en diplomaat Giacomo Stuyt en hoogleraar volkenrecht Alexander Stuyt.

## Werken
- Zie Lijst van bouwwerken van Jan Stuyt

## Beeldengalerij

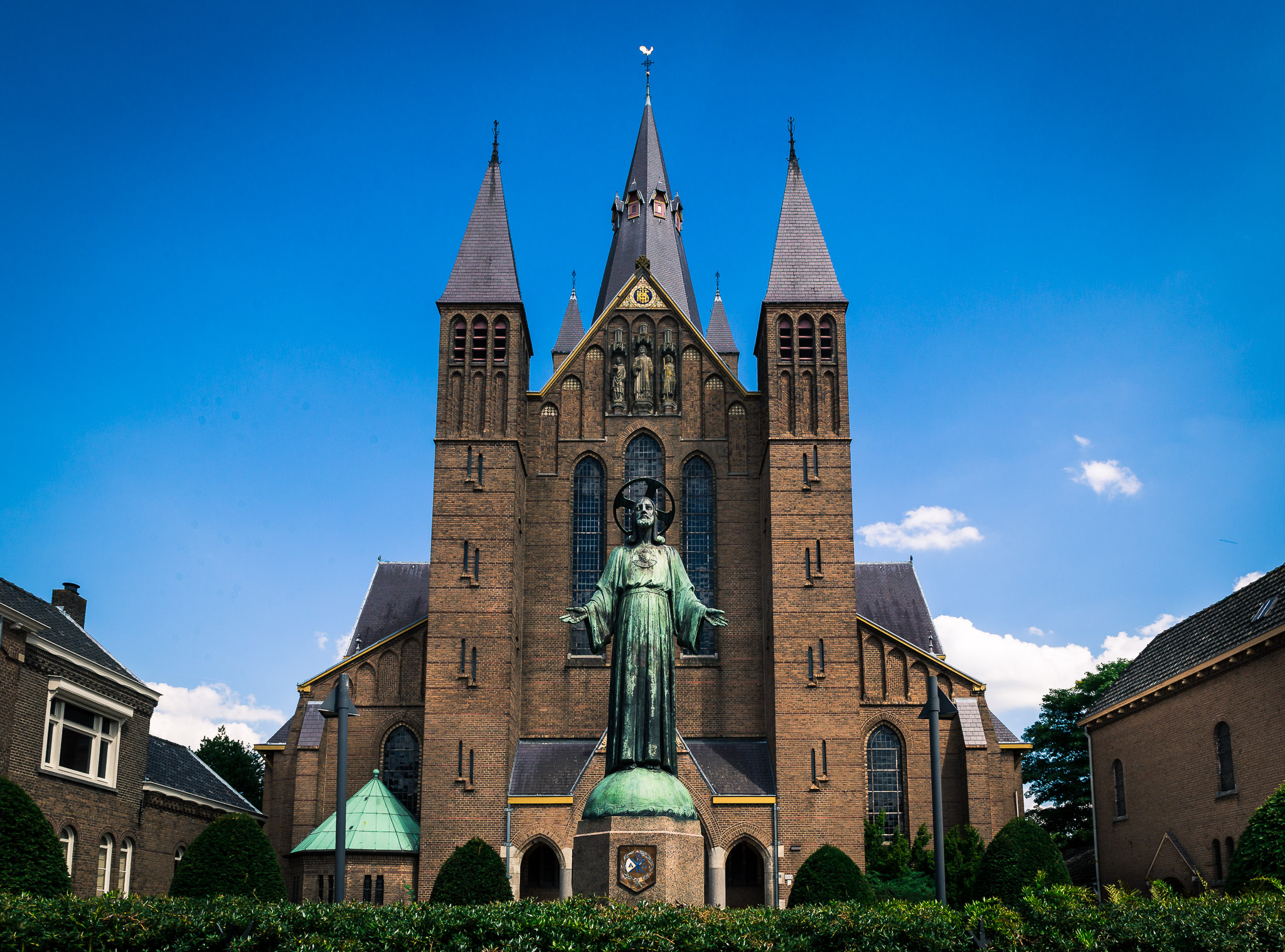
Sint Laurentiuskerk Ginneken, Breda
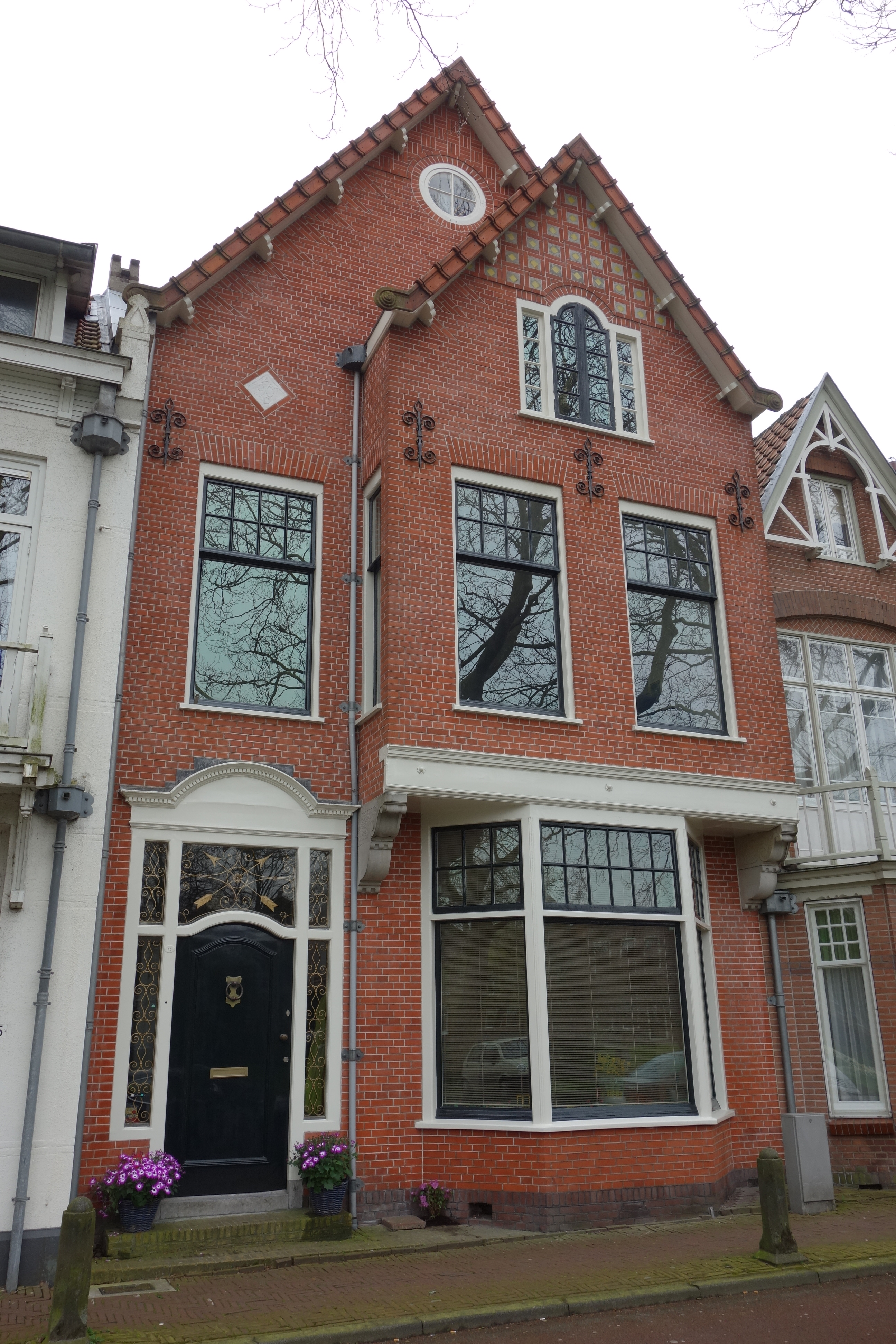
Herengracht, Purmerend
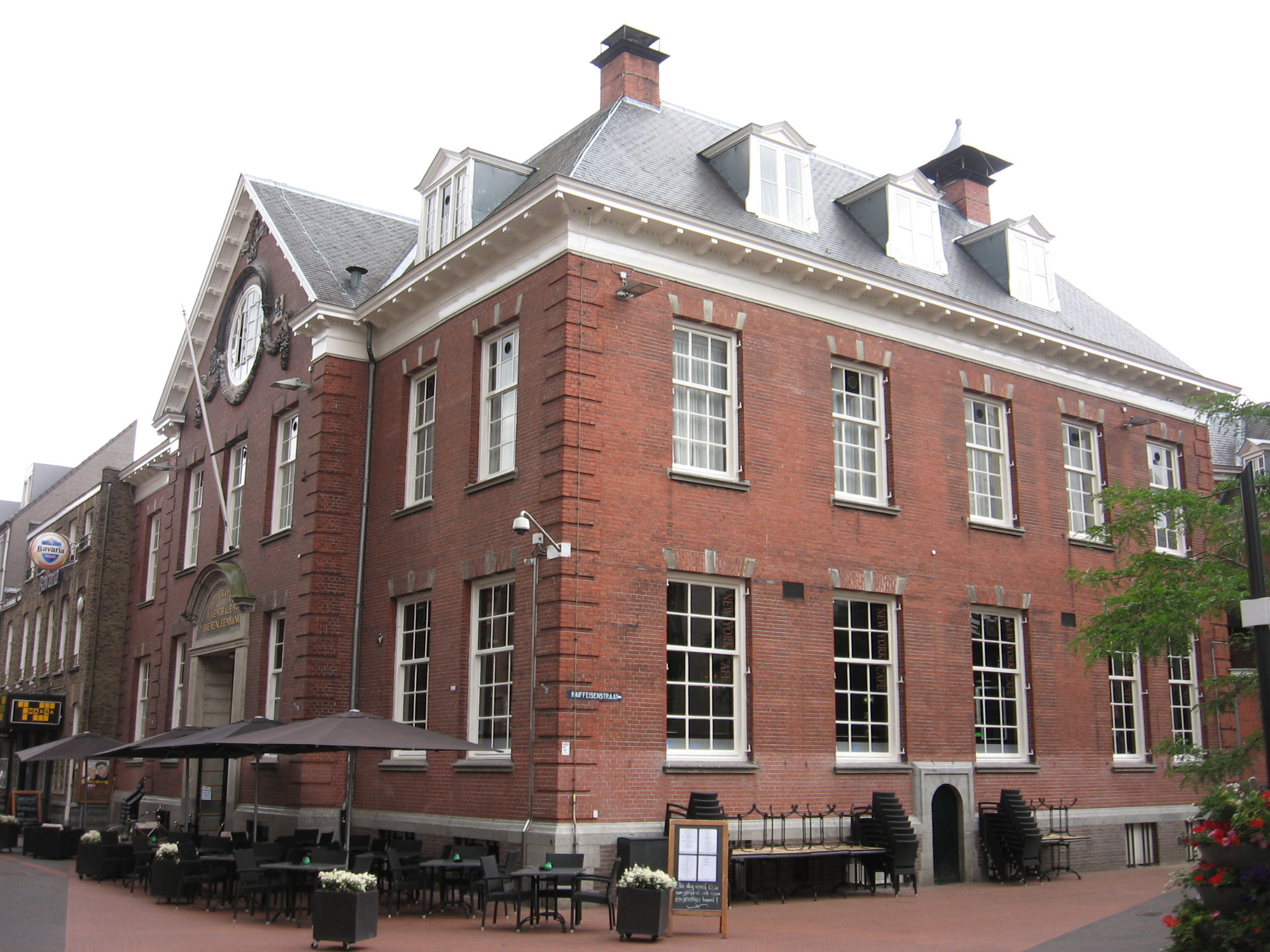
Coöperatieve Centrale Boerenleenbank, Eindhoven
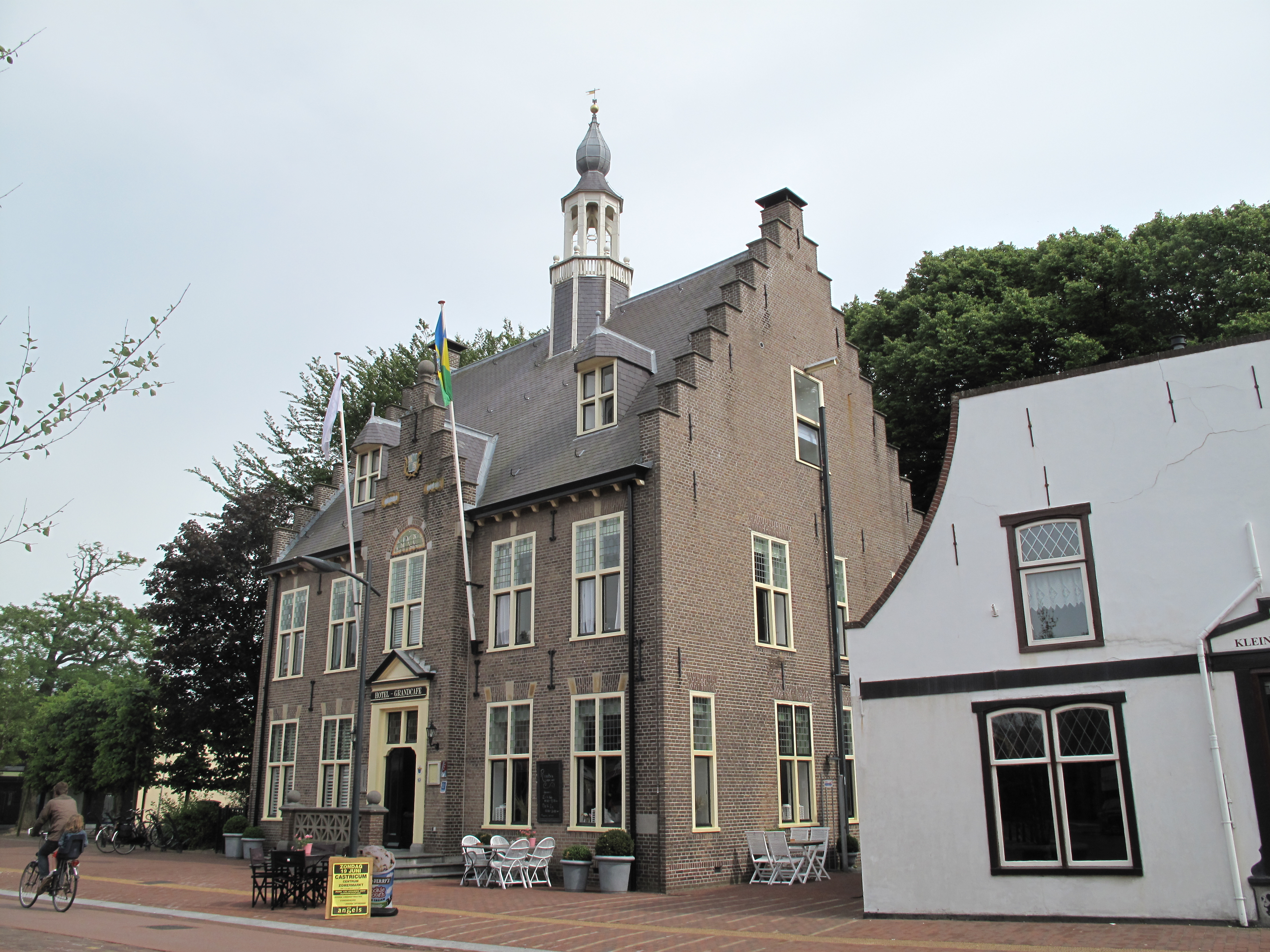
Raadhuis Castricum
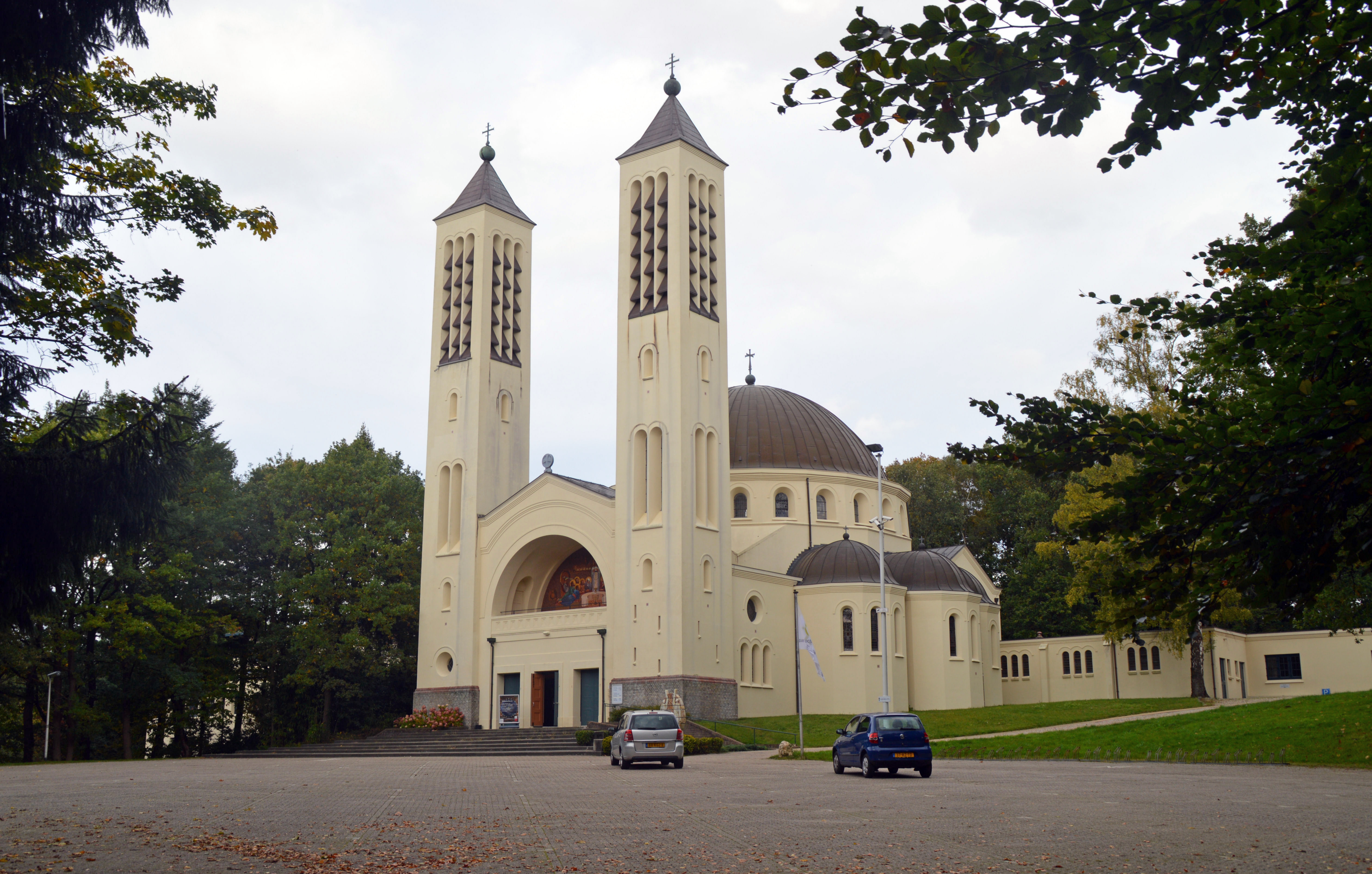
Cenakelkerk, Heilig Landstichting
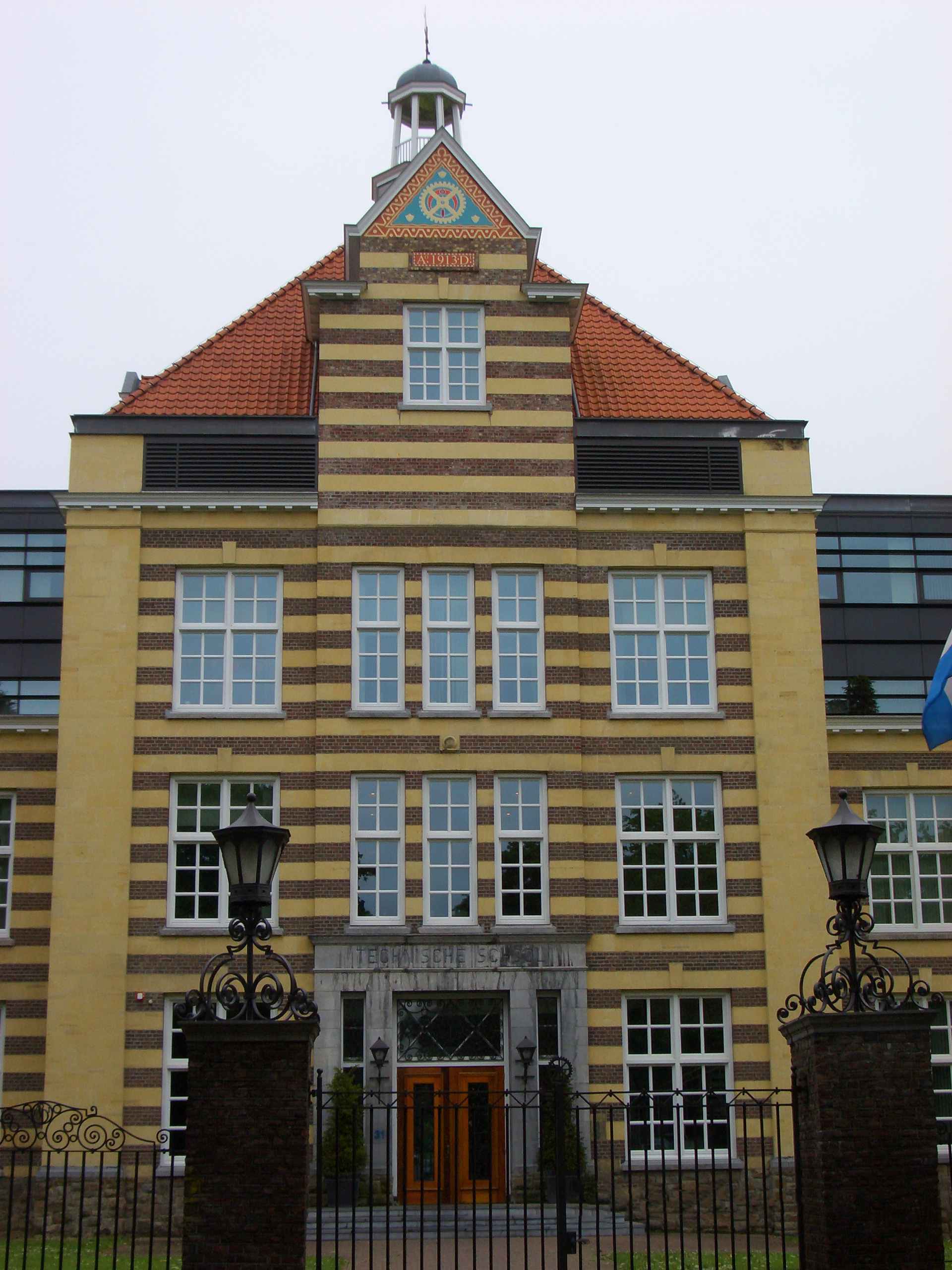
Ambachtsschool, Heerlen
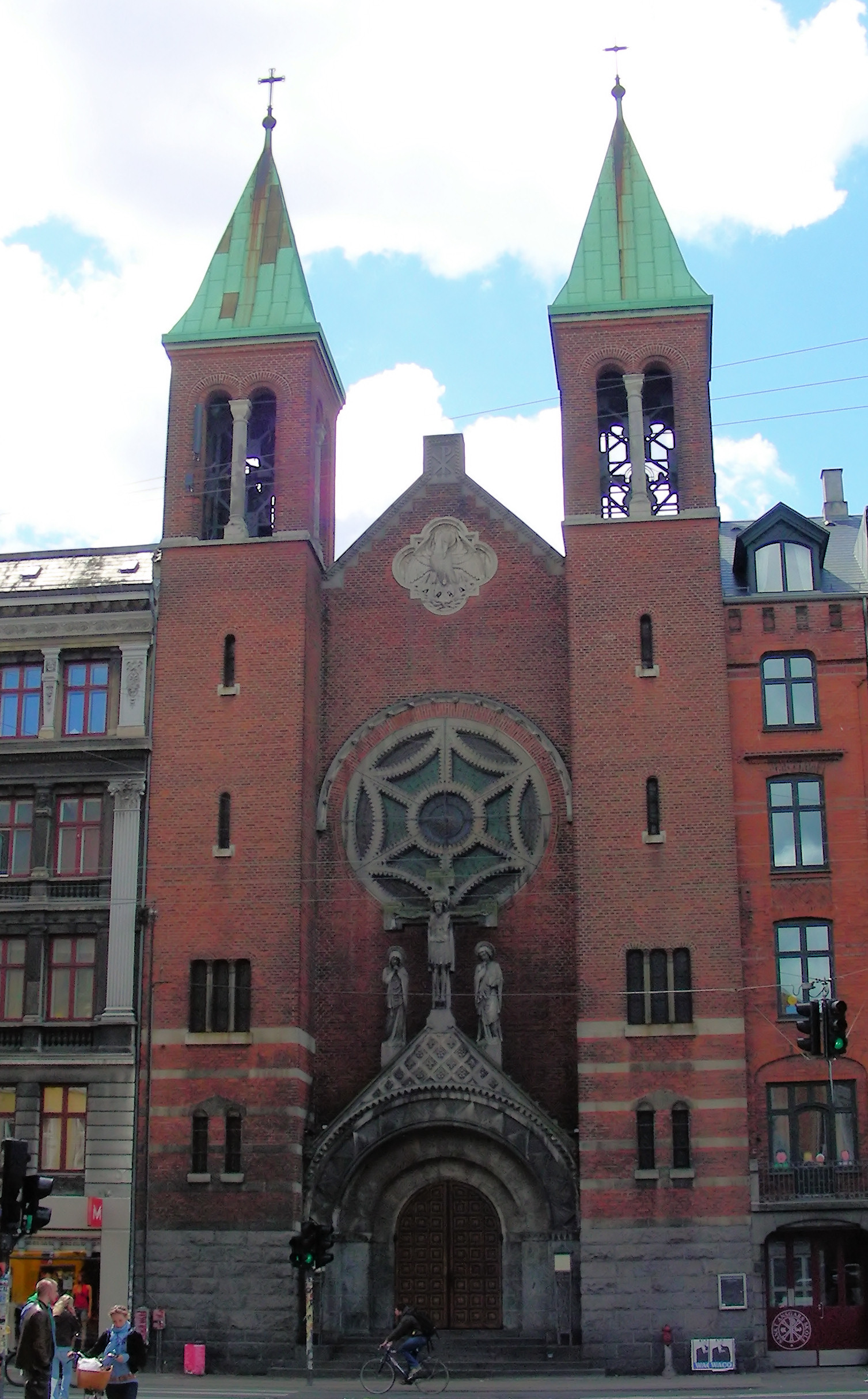
Sacramentskerk Kopenhagen
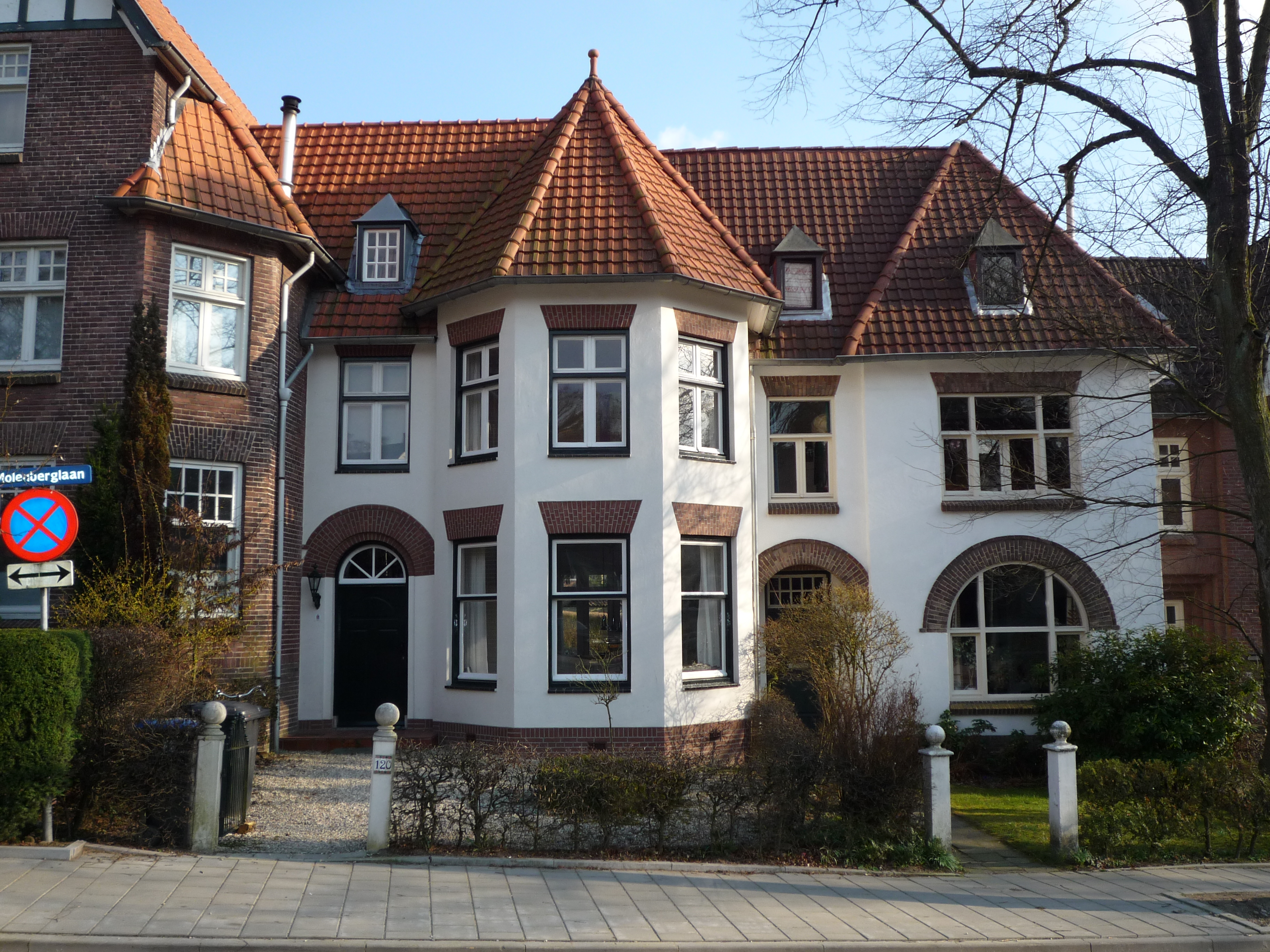
Molenberg, Heerlen
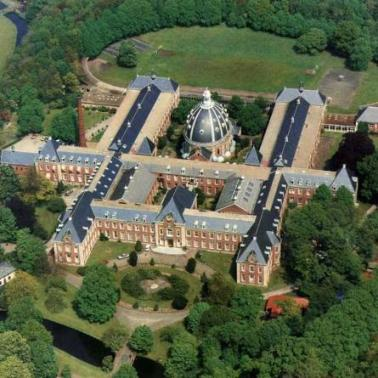
Seminarie Hageveld, Heemstede
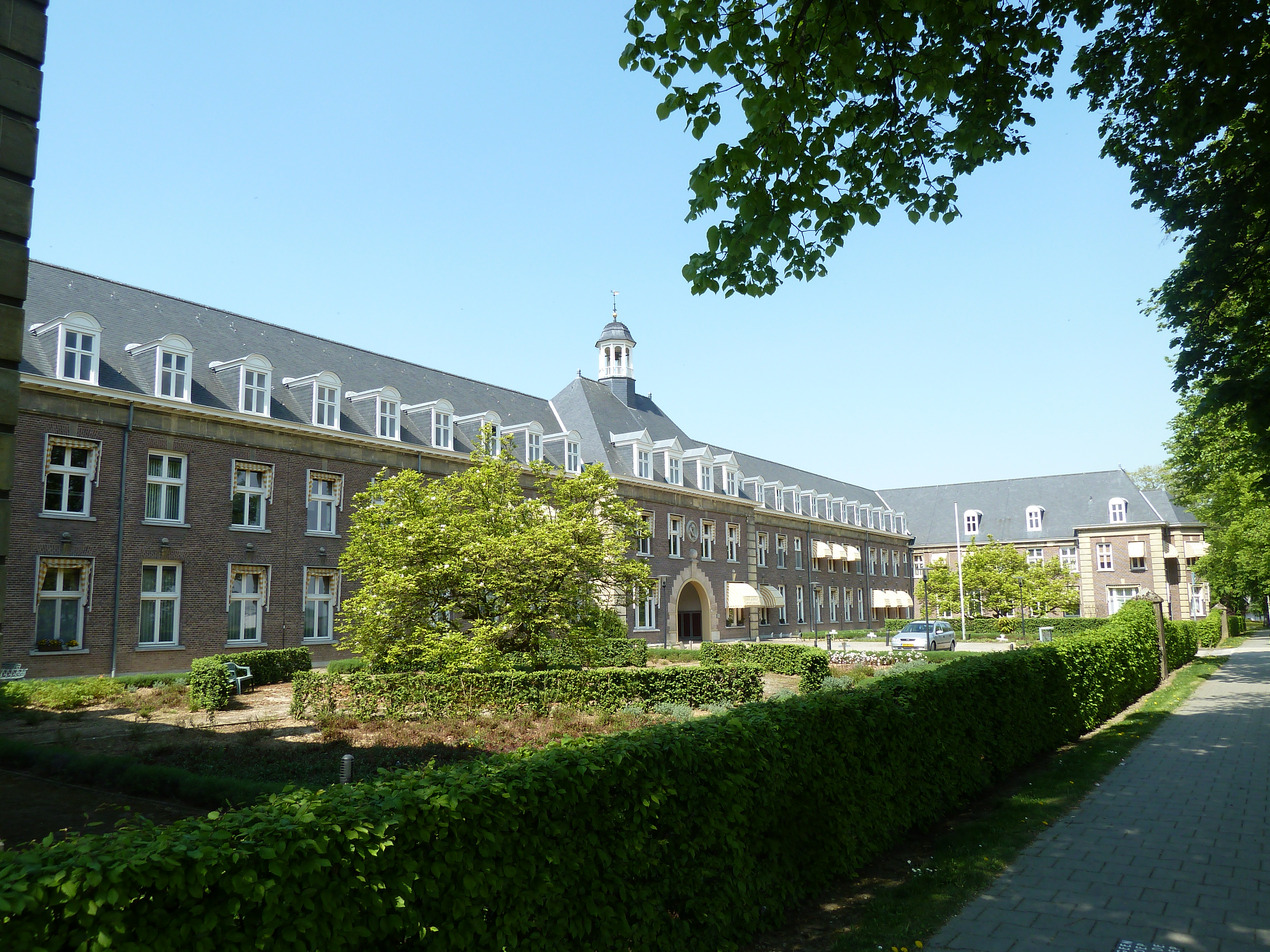
Vroedvrouwenschool, Heerlen
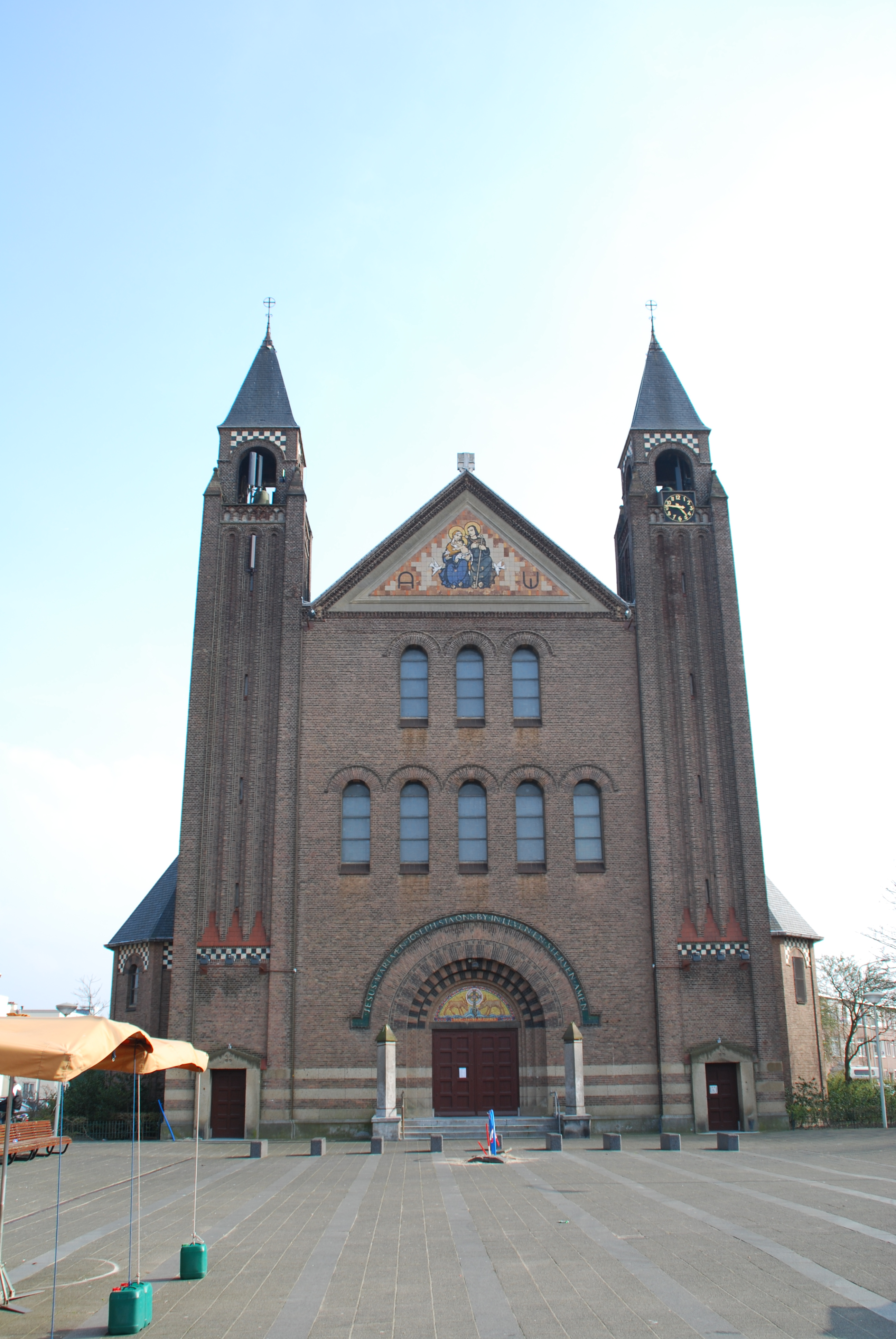
Heilige Familiekerk, Den Haag
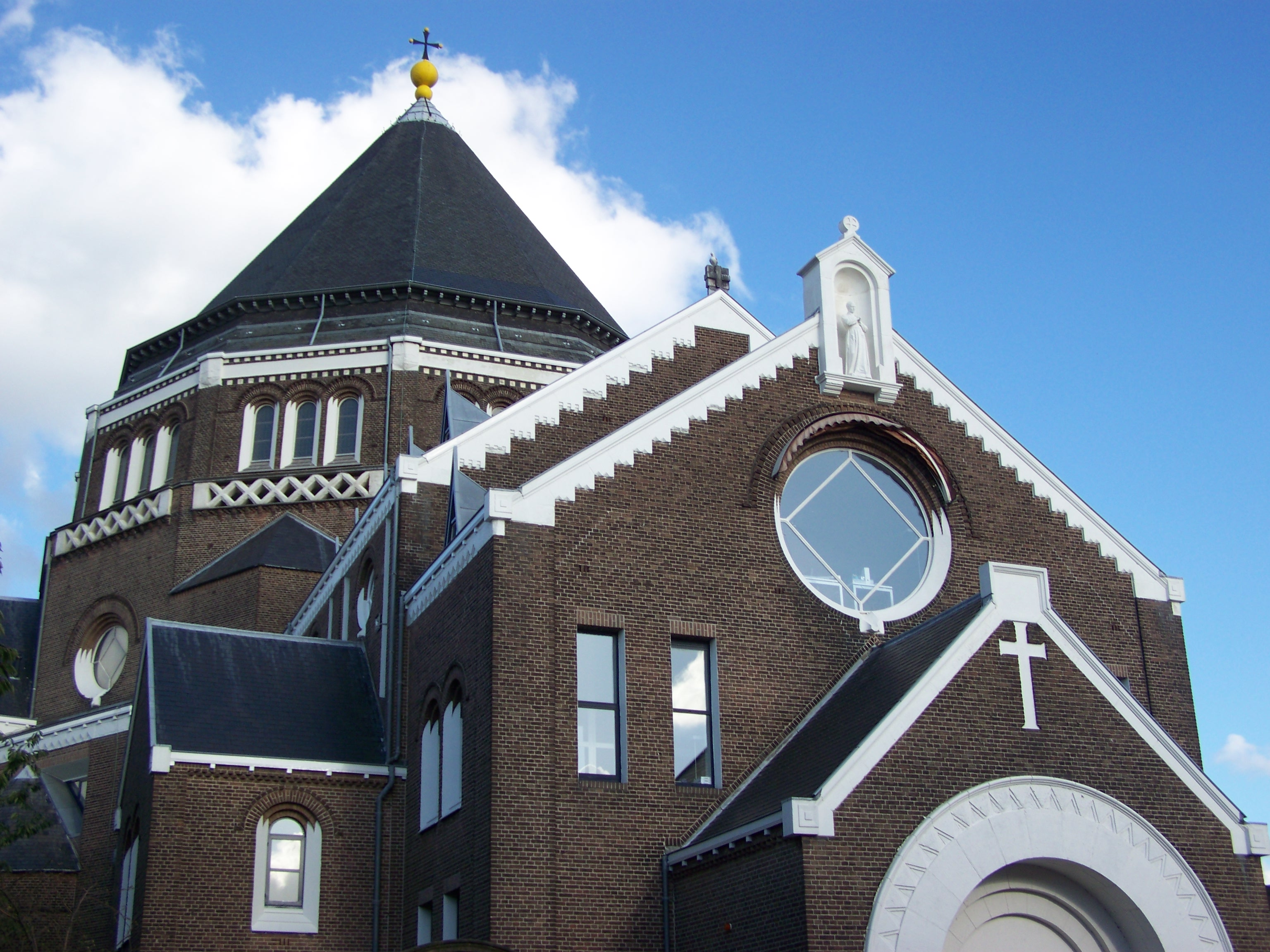
Gerardus Majellakerk, Amsterdam
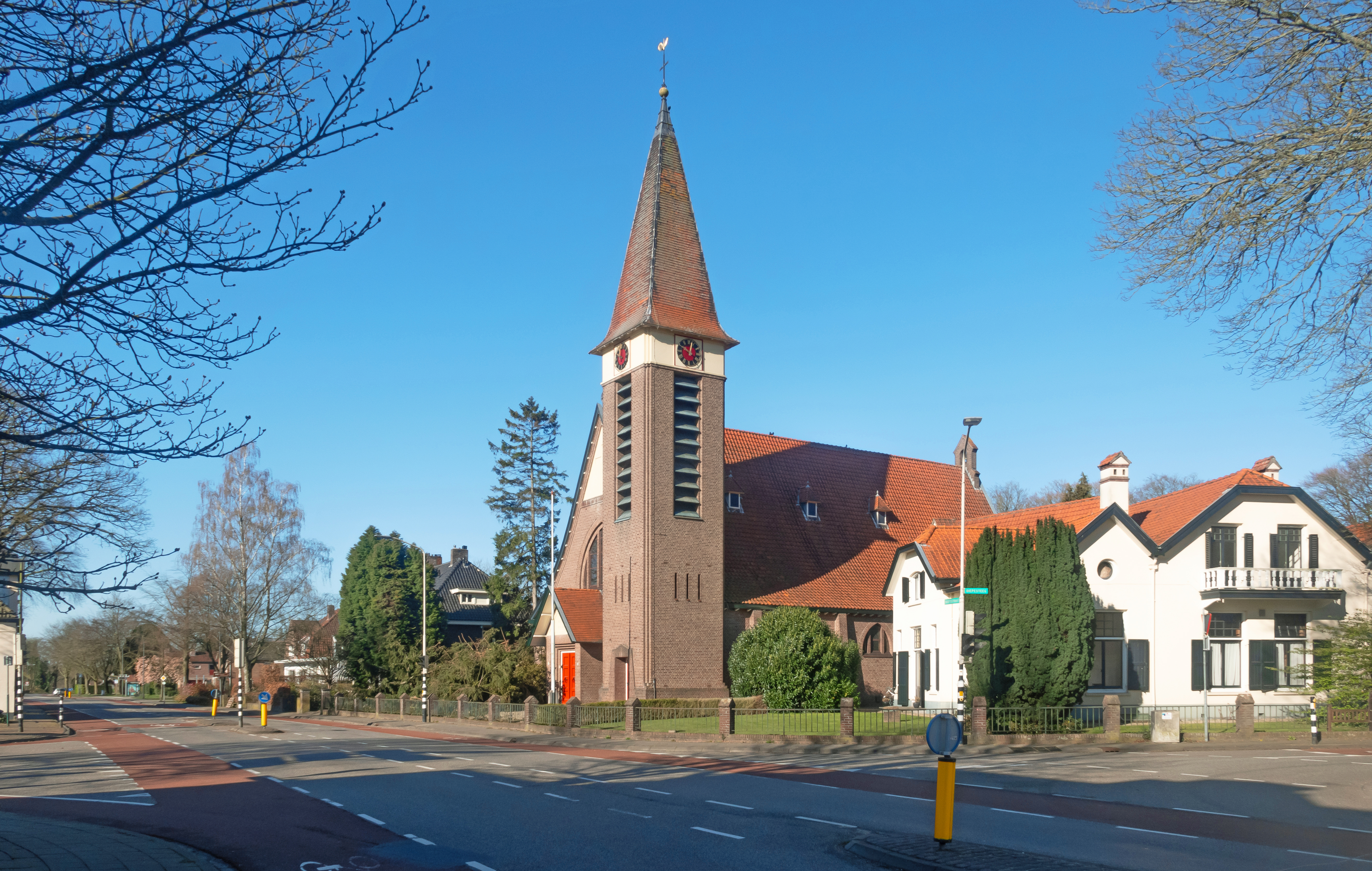
O.L. Vrouwe Hemelvaartkerk, De Steeg
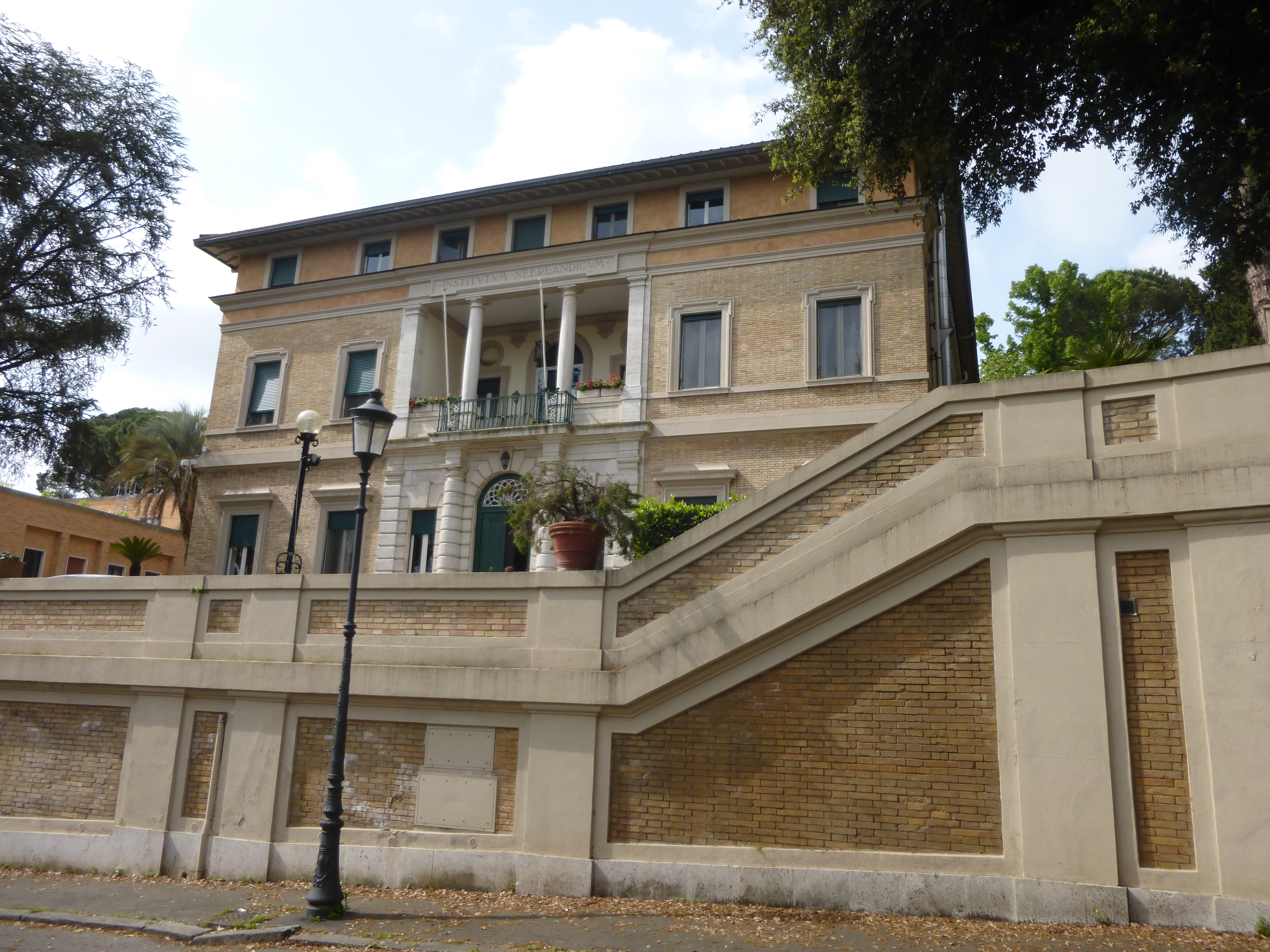
Accademia d'Olanda, Rome
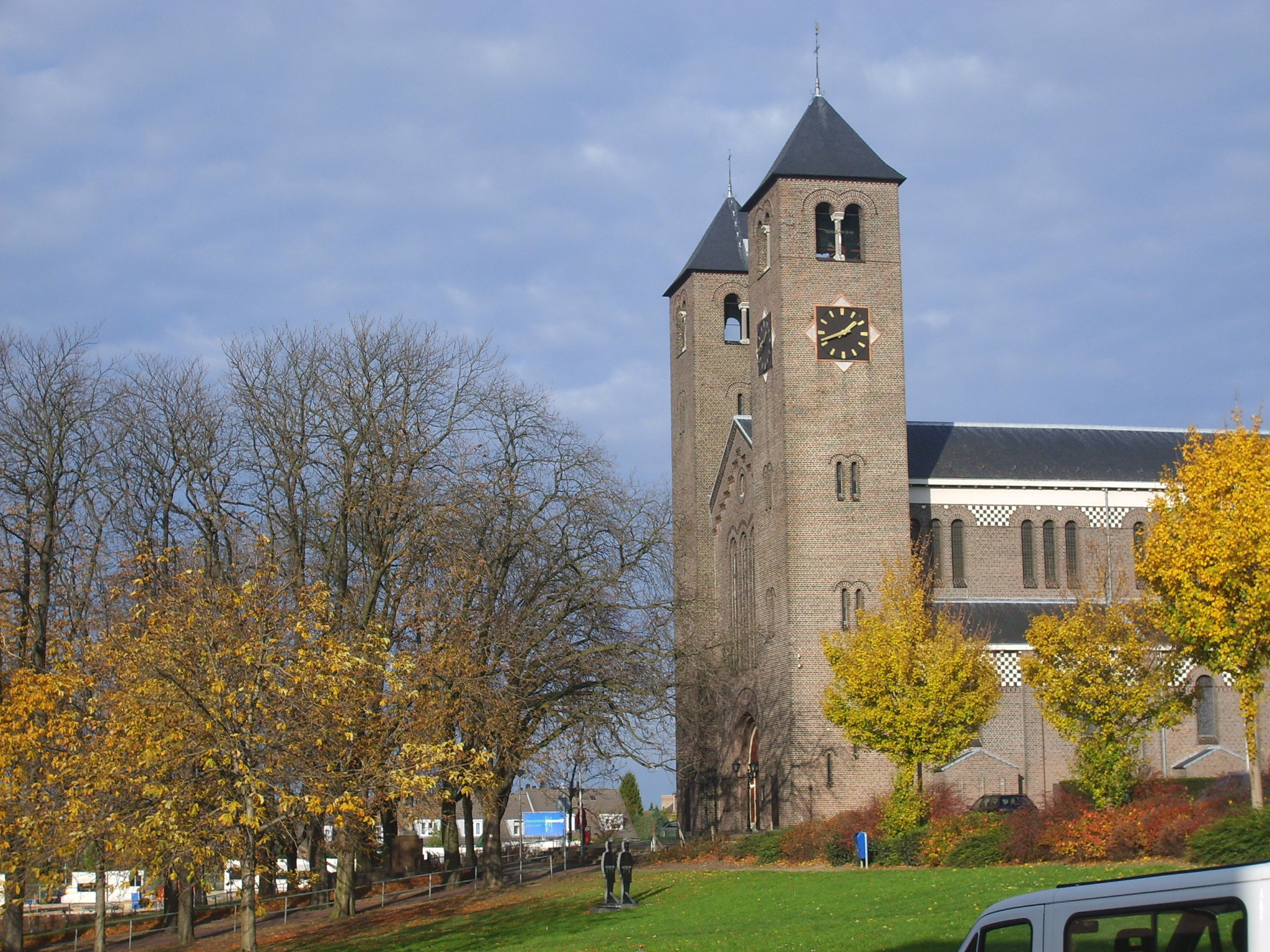
Corneliuskerk, Heerlerheide